# Faustýna
Faustýna nebo též Faustina je ženské křestní jméno latinského původu. Pochází ze slova faustus, které znamená šťastný, a přípony -ina, která značí ženský rod a pomocí níž vzniklo mnoho dalších ženských jmen (např. Kristýna, Justýna). Svátek slaví dne 15. února.
Svatá Faustýna a Liberáta byly italské sestry a zakladatelky kláštera svaté Markéty v Como, které žily v 6. století.
Mužskou variantou tohoto jména je Faust, popřípadě Faustin či Faustinus.

## Známé osobnosti
- svatá Faustyna Kowalska – polská řeholnice a mystička
- Faustina Agolley – australská televizní moderátorka
- Faustina Acheampong – první dáma Ghany v letech 1972 – 1978
- Faustina Bordoni – italská mezzosopranistka
- Faustyna Kotłowska – polská paralympická atletka
- Faustina Maratti – italská malířka a básnířka
- Faustyna Morzycka – polská socialistická vzdělávací aktivistka, účastnice atentátu na generála Lwa Uthoffa
- Faustina Pignatelli – italská matematička a vědkyně
- Faustina K. Rehuher-Marugg – palauská kurátorka a politička, státní ministryně Palau v letech 2017 – 2021
- Faustina Sáez de Melgar – španělská spisovatelka a novinářka
- Faustina (starší) – římská císařovna, manželka císaře Antonina Pia
  - Faustina (mladší) – dcera Antonina Pia a jeho manželky Faustiny starší
- Faustina Woo Wai Sii – brunejská wushu atletka